# Alder-Rickert-cycloadditie
De Alder-Rickert-cycloadditie is een diels-alderreactie van een 1,3-cyclohexadieen met een elektronenarm alkyn tot een polygesubstitueerd benzeen:
De drijvende kracht van de reactie is de vorming van een aromatische verbinding en de winst aan mesomere stabilisatie. De reactieverloopt via een bicyclooctadieen als intermediair, dat via een retro-diels-alderreactie (en met vrijstelling van etheen) tot het benzeenderivaat wordt omgezet.